# Kèrè
Kèrè è un arrondissement del Benin situato nella città di Dassa-Zoumè (dipartimento delle Colline) con 9.150 abitanti (dato 2006).